# سان خوسيه إيرثكويكس
سان خوسيه إيرثكويكس (بالإنجليزية: San Jose Earthquakes)‏ هو نادي كرة قدم في منطقة سان خوسيه في كاليفورنيا في الولايات المتحدة الأمريكية ويشارك في الدوري الأمريكي لكرة القدم وهو أحد المؤسسين العشرة للدوري الأمريكي وشارك في الدوري للمرة الأولى في 1996 وفي أول مباراة له في الدوري فاز على دي سي يونايتد 1-0 وفاز بالدوي لمرتين في 2001 و2003.

## وصلات خارجية
- الموقع الرسمي
- قناة اليوتيوب الرسمية